# Lycées de Saint-Étienne
L'article des lycées de Saint-Étienne recense les lycées situés dans la ville de Saint-Étienne, dans la Loire, en France.

## Lycées d'enseignement général et technologique publics
- Lycée polyvalent Étienne-Mimard, ancienne école nationale professionnelle (avec classes préparatoires) ;
- Lycée général et technologique Claude-Fauriel (avec classes préparatoires) ;
- Lycée général et technologique Honoré-d'Urfé (ex-lycée polyvalent régional d'Alembert) ;
- Lycée général et technologique Jean-Monnet (ex-lycée du Portail Rouge) ;
- Lycée général Simone-Weil (lycée Nord, commune de Saint-Priest-en-Jarez).

## Lycées d'enseignement général et technologique privés
- Ensemble scolaire la Salle Saint-Louis Sainte-Barbe (lycée général et technologique ; avec classes préparatoires)
- Lycée général et technologique Saint-Michel
- Institution Saint-Paul (lycée général)
- Groupe scolaire Notre-Dame de Valbenoîte
- Groupe scolaire Tézenas-du-Montcel (lycée polyvalent)

## Lycées d'enseignement professionnel et technique publics
- Lycée professionnel Benoît-Charvet
- Lycée professionnel et technologique Benoît-Fourneyron

## Lycées d'enseignement professionnel et technique privés
- Lycée professionnel Sainte-Marie
- Lycée professionnel et technique Sainte-Barbe
- Lycée La Salésienne
- Lycée Sévigné
- Lycée professionnel Le Marais Sainte-Thérèse

## Lycées agricoles publics
- Lycée professionnel horticole Montravel (commune de Villars)
- CFA Horticole Montravel (commune de Villars)